# Vitaliano Camarca
Vitaliano Dino Camarca (Scigliano, 12 de julio de 1921 - Amantea, 1 de diciembre de 1969) fue un periodista, editor y tipógrafo italiano que tuvo una gran influencia en el desarrollo cultural y económico de la ciudad de Amantea, en Calabria. 
En particular, Vitaliano Camarca se distinguió por organizar eventos literarios y cinematográficos.

## Biografía

### Estudios
Vitaliano Camarca asistió a la escuela secundaria, pero no terminó sus estudios. Desde muy joven comenzó a cultivar sus múltiples intereses, uno de los cuales estaba relacionado con las lenguas extranjeras. Hablaba perfectamente francés, español, alemán y griego.

### Los años de guerra
Vitaliano Camarca participó en la Segunda Guerra Mundial: fue soldado durante unos años en Grecia, donde fue encarcelado y trasladado con los demás soldados italianos al campo de prisioneros alemán Stalag XII-F. De allí se escapó y fue capturado de nuevo tres veces. Durante los meses que pasó en el campo, Vitaliano Camarca consiguió imprimir un periódico a pesar de la prohibición nazi de toda actividad informativa.
Gracias a la ayuda de su familia, se encontraron algunas de sus pertenencias. Este es el caso de una postal que Michele, el padre de Vitaliano, envió a su hijo en el verano de 1944, cuando Vitaliano estaba prisionero en el campo alemán. El original fue comprado en Ebay por un residente de Amantea, y gracias al profesor Roberto Musì, se obtuvo una copia para ser devuelta a la familia.
La terrible experiencia del campo sólo terminó con la liberación por parte del ejército estadounidense en 1945. Tras cumplir el servicio militar, Vitaliano Camarca regresó a Amantea a los veinticuatro años.

### Vida en Amantea y carrera de periodista
Como todos los excombatientes, después de la guerra Vitaliano Camarca recibió ayuda de las instituciones locales para encontrar trabajo. Primero trabajó como empleado en el municipio de Amantea, y luego como secretario en el colegio, pero en ambos casos sólo duró unos días.
Su pasión por el periodismo le llevó a comprar una máquina especial que le permitió realizar sus primeros trabajos como escritor y tipógrafo. Fue corresponsal de ANSA en la Gazzetta del Sud y en Il Mattino di Napoli.
Durante sus numerosos viajes al extranjero, también escribió artículos sobre noticias internacionales y fue responsable del periódico de los antiguos militares internados, La tribù.

## Eventos culturales
Muy apegado a su tierra, Vitaliano Camarca sabía que el turismo sería una fuente de bienestar económico y social para Amantea. A través de sus iniciativas, intentó que la ciudad fuera conocida y apreciada tanto a nivel nacional como internacional.
También fundó la oficina de turismo de Amantea y fue presidente del Pro Loco local.

### Premio Literario Amantea
En 1962, instituyó el Premio Letterario Amantea (Premio Literario Amantea), un concurso celebrado en Lido Azzurro en Amantea. El objetivo era valorizar el territorio a través de obras con temas específicos. Los relatos presentados debían resaltar la belleza, el color del paisaje, la vida en la costa del Tirreno, enmarcar un episodio particular del folclore, investigar los valores tradicionales de la gente, o captar el estado de ánimo de Calabria. Se podía participar en el concurso presentando un relato largo (o una novela corta), inédito y nunca publicado en volumen, que no superara las sesenta páginas mecanografiadas. El manuscrito debía enviarse al Comité del Premio Literario de Amantea en el Ayuntamiento de Amantea. Vitaliano Camarca se encargó personalmente de la preselección de las candidaturas, de la lectura y posible corrección de los textos y, finalmente, de la constitución del jurado, compuesto por publicistas y escritores de gran renombre. El presidente del jurado de la primera edición del Premio Literario fue el entonces rector de la Universidad de Messina, Salvatore Pugliatti.
El primer clasificado recibía cien mil liras, entregadas por el alcalde en el transcurso de un baile en honor del ganador y del jurado. El relato era publicado por la editorial "La Croce del Sud", cuyo director era el propio Vitaliano Camarca, quien realizaba también los dibujos y grabados de las portadas de los distintos libros. Del mismo modo, se concedieron otros pequeños premios a las obras más interesantes.
Tras la muerte de Vitaliano Camarca, el Premio Literario fue retomado varias veces por otros habitantes de Amantea, sin el mismo éxito.

## Festival de Cine del Mediterráneo
El 19 de agosto de 1964, Vitaliano Camarca creó la Rassegna del Film Mediterraneo (Festival de Cine del Mediterráneo). El acto tuvo lugar en el Arena Sicoli, el único cine de la ciudad de Amantea.
El Festival consistió en la proyección de películas que, durante el año, habían tenido especial éxito. El Festival fue apreciado por los habitantes de Amantea. La Arena Sicoli se llenó de lugareños y de turistas, tomando la forma de un verdadero lugar de agregación social.
En general, el Festival se celebraba entre julio y agosto. La primera edición comenzó el 24 de julio y terminó el 4 de agosto de 1964. Los eventos continuaron hasta 1969, cuando Vitaliano Camarca murió.
Con motivo de la octava edición del festival, el Festival Internacional de Cine de Guarimba dedicó el Premio del Público a Vitaliano Camarca que, gracias a sus proyectos, fue pionero en llevar el cine a Amantea.

## Obras
- Erranti, 2 novelle di Dino Vitaliano Camarca, Tip. Esposito-Paola
- Lirian, Poesia contemporanea, Edition forense, 1941
- Umili versi miei. Prefazione di D.V.C., La Croce del Sud, Amantea, 1950[5]